# 2826 Ahti
2826 Ahti è un asteroide della fascia principale del diametro medio di circa 36,71 km. Scoperto nel 1939, presenta un'orbita caratterizzata da un semiasse maggiore pari a 3,2265014 UA e da un'eccentricità di 0,0444073, inclinata di 15,46690° rispetto all'eclittica.